# Фридрих III (Бранденбург-Байройт)
Вижте пояснителната страница за други личности с името Фридрих III.
Фридрих III фон Бранденбург-Байройт (на немски: Friedrich III von Brandenburg-Bayreuth; * 10 май 1711 във Веферлинген; † 26 февруари 1763 в Байройт) е маркграф на княжество Бранденбург-Байройт (1735 – 1763).
Той е син на маркграф Георг Фридрих Карл и Доротея, дъщеря на Фридрих Лудвиг фон Шлезвиг-Холщайн-Зондербург-Бек. Той произлиза така от странична линия на франкските Хоенцолерни във Веферлинген.
Той следва осем години в калвинистки ориентирания университет в Женева.
Фридрих III се жени на 30 ноември 1731 г. в Берлин за принцеса Вилхелмина Пруска (1709 – 1758), най-възрастната дъщеря на пруския крал Фридрих Вилхелм I, и съпругата му София Доротея фон Брауншвайг-Люнебург. Те имат една дъщеря:
- Елизабет Фридерика София (1732 – 1780), омъжена в Байройт на 26 септември 1748 (раздяла 1754) за херцог Карл Ойген фон Вюртемберг (1728 – 1793).

След смъртта на Вилхелмина през 1758 г. Фридрих се жени на 20 септември 1759 г. в Брауншвайг за София Каролина Мария (1737 – 1817), дещеря на херцог Карл I фон Брауншвайг-Волфенбютел и Филипина Шарлота Пруска и племенница на първата му съпруга. Този брак е бездетен. Понеже няма мъжки наследник като маркграф е последван от чичо му Фридрих Христиан.
- Вилхелмина Пруска (1709 – 1758)
- София Каролина Мария фон Брауншвайг-Волфенбютел (1737 – 1817)